# Pyrenaearia navasi
Pyrenaearia navasi is een slakkensoort uit de familie van de Hygromiidae. De wetenschappelijke naam van de soort is voor het eerst geldig gepubliceerd in 1907 door Fagot.